# Индустријска зона Волпере (Белуно)
Индустријска зона Волпере је насеље у Италији у округу Белуно, региону Венето.
Према процени из 2011. у насељу је живело 9 становника. Насеље се налази на надморској висини од 259 м.